# Fleischmann (Band)
Fleischmann war eine Metal-Band aus Berlin, die heute als eine der Vorreiterbands für die Neue Deutsche Härte gilt.

## Bandgeschichte
1986 bekam Norbert Jackschenties seine Ausreisegenehmigung aus der DDR. Vorher war er Bassist der in der DDR verbotenen Punkband Aufruhr zur Liebe und Frontman der Nachfolgeband Elektro Artists. Er ließ sich in West-Berlin nieder. 1989 gründete er zusammen mit Bernd Jestram, Gerrit Schulz (Bass) und Martin Leeder (Schlagzeug) die Gruppe Fleischmann. Bernd Jestram verließ nach kurzer Zeit, auch wegen musikalischer Differenzen die Band, um sich seinem eigenen Projekt Bleibeil zu widmen. In der Schnittmenge zwischen Béla Bartók, Brecht/Weill und Slayer, Prong und Voivod begann man Musik zu machen. Zunächst rein instrumental agierend entstand die  Single Seewolf 1991. Das Berliner Magazin tip lobte die Gruppe als Mischung aus Van der Graaf Generator, Metallica und Gore. Mit der Single gelang es der Gruppe einen Vertrag bei Noise Records an Land zu ziehen. Das Debütalbum Power of Limits erschien 1992.
Gitarrist Norbert Jackschenties übernahm von da an den Gesang. 1993 erschien Fleischwolf mit ausschließlich deutschen Texten und einer Coverversion der Band DAF (Deutsch Amerikanische Freundschaft) Alles ist gut. Das Label vermarktete die Gruppe mit dem Sticker und Slogan „Neue Deutsche Gitarrenpower – FLEISCHMANN ist tanzbare Wut“. Die Musik kam in der Metalszene gut an und das zweite Album verkaufte sich recht gut. Gerrit Schultz allerdings beschloss, die Gruppe zu verlassen und wurde durch Michael Hoffmann ersetzt. Das dritte Album Das Treibhaus brachte es schließlich sogar auf 15.000 verkaufte Exemplare und direkt nach Veröffentlichung als Album des Monats auf Platz 1 in der Musikzeitschrift Metal Hammer.
Nach dem Erfolg von Das Treibhaus interessierte sich Sony Music für die Gruppe und nahm sie unter Vertrag. Das Album Hunger erfüllte jedoch nicht die Erwartungen des Labels: statt Neuer Deutscher Härte präsentierten sich Fleischmann nun wesentlich sanfter. Die Gruppe war unzufrieden und wollte ihren musikalischen Horizont erweitern. Nach drei Platten extremer Härte wollten sie Neues ausprobieren. Aber trotz eines Musikvideos zu Ohne Traurigkeit, gedreht von Jörg Buttgereit, Hintergrundgesang von Farin Urlaub (der unter dem Pseudonym „Killkill Gaskrieg“ agierte) und guter Promotion schaffte es das Label, nur 9.000 Exemplare abzusetzen.
Sony trennte sich von der Gruppe, wie auch Bassist Michael Hoffmann. Als Ersatz kam Jörg McGlynn, vorher Bassist bei der Berliner Band Gunjah, die auch bei Noise Records unter Vertrag waren. Sie gingen gemeinsam auf eigene Kosten ins Studio und produzierten ein weiteres Album. Anhand des Songmaterials wurde der Band bewusst, wie zerrissen sie innerlich war und die Produktion gestaltete sich als schwierig und nervenaufreibend. Nach Abschluss der Aufnahmen und bevor die Band wieder zum Mixen des neuen Materials ins Studio ging, nahm sich Norbert Jackschenties eine Auszeit und flog für vier Wochen nach Südostasien. Kurz nachdem er wieder in Berlin war, ertaubte er auf dem linken Ohr und erkrankte in Folge an einem Morbus Menière. Nach einem längeren Krankenhausaufenthalt von Norbert Jackschenties beschloss die Band schließlich sich aufzulösen.
Ein 1998 fertiggestelltes Album unter dem Titel Bitter blieb vorerst unveröffentlicht, bis es 2021 von Norbert Jackschenties auf YouTube hochgeladen wurde.

## Musikstil
Mit ihrem harten Doom Metal mit experimentellen Anleihen aus dem Punk und dem Hardcore Punk, sowie den lyrischen, aber dennoch harten Texten, nahmen Fleischmann viel von der Neuen Deutschen Härte vorweg.

## Diskografie
- 1991: Seewolf (Single)
- 1992: Power of Limits (Album)
- 1993: Fleischwolf (Album)
- 1994: Das Treibhaus (Album)
- 1995: Hunger (Album)
- 1995: Ohne Traurigkeit (Single)
- 2021: Bitter (Album, seit 1998 unveröffentlicht)